# Ystad–Gärsnäs Järnväg

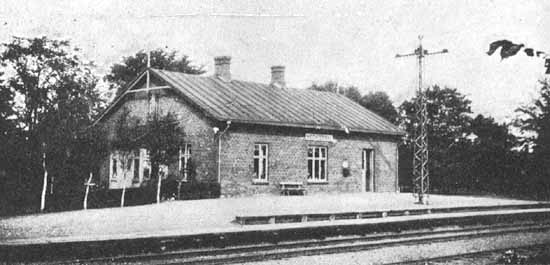
Hedvigsdals station

Ystad–Gärsnäs Järnväg var en normalspårig 1435 mm järnväg från Köpingebro vid Ystad–Eslövs Järnväg över Österlen till Gärsnäs vid Simrishamn–Tomelilla Järnväg. Järnvägen är nedlagd och uppriven.

## Historia
Efter öppnandet av Ystad–Eslövs Järnväg 1865 diskuterades en järnväg från Svenstorps station över Hammenhög till Simrishamn, men det fanns inte tillräckligt med investerare.
I början av 1890-talet tillsattes en kommitté i Ystad som den 27 maj 1892 fick koncession för en järnväg från en nybyggd station vid Köpingebro på Ystad–Eslövs Järnväg till Gärsnäs på Simrishamn–Tomelilla Järnväg. Bolaget bildades den 12 april 1893 och aktier tecknades för 404 300 kronor varav sju landskommuner i Kristianstads län tecknade för 135 000 kronor. Järnvägsbygget startade 1893 och banan öppnade för allmän trafik den 5 oktober 1894. Byggkostnaden var 800 000 kronor för en bana vars kraftigaste lutning var 11,1 ‰ och minsta kurvradie 300 meter, vilket ursprungligen medgav en största tillåtna hastighet om 40 km/t.
Det skedde inga större förändringar förutom att det byggdes nya rundgångsspår och stickspår vid en del stationer. Utfarten från Köpingebro flyttades 1921 från linjen omkring en kilometer från stationen till en växel inom stationen. Kraftigare räls ersatte originalrälsen 1922 och hastigheten höjdes till 60 kilometer i timmen som för rälsbussar senare höjdes till 90 kilometer i timmen.
Ystad–Gärsnäs Järnväg köpte Gärsnäs–S:t Olofs Järnväg den 1 september 1905 för 300 000 kronor. Gärsnäs–S:t Olofs Järnväg, öppnad 1902, var en förlängning av Ystad–Gärsnäs Järnväg till S:t Olof vid Ystad–Brösarps Järnväg. De sammanslagna järnvägarna fick namnet Ystad–Gärsnäs–S:t Olofs Järnväg, men bolagsnamnet förblev Ystad–Gärsnäs Järnvägsaktiebolag till 1929, då Ystads stad blev ensam ägare och bolagsnamnet ändrades till Ystad–S:t Olofs Järnvägsaktiebolag.
Ystads stad sålde järnvägen, tillsammans med de övriga Ystadbanorna, till Svenska staten den 1 juli 1941, och Statens Järnvägar tog över driften.

### Fordon
Bolaget köpte 35 godsvagnar men lok och personvagnar kom från Ystad–Eslövs Järnväg som hanterade trafiken. Ytterligare 10 godsvagnar anskaffades 1898.

### Nedläggning
All trafik mellan Köpingebro och Hammenhög upphörde 1970 samtidigt som persontrafiken också upphörde mellan Hammenhög och Gärsnäs. Rälsen mellan Köpingebro och Hammenhög revs 1970–1971. Godstrafiken Hammenhög–Gärsnäs upphörde 1984 och rälsen revs 1985.

## Nutid
Det mesta av järnvägen har återgått till åkermark men från Hammenhög till Borrby finns banvallen kvar.